# Liên hoan Truyện tranh và Trò chơi quốc tế

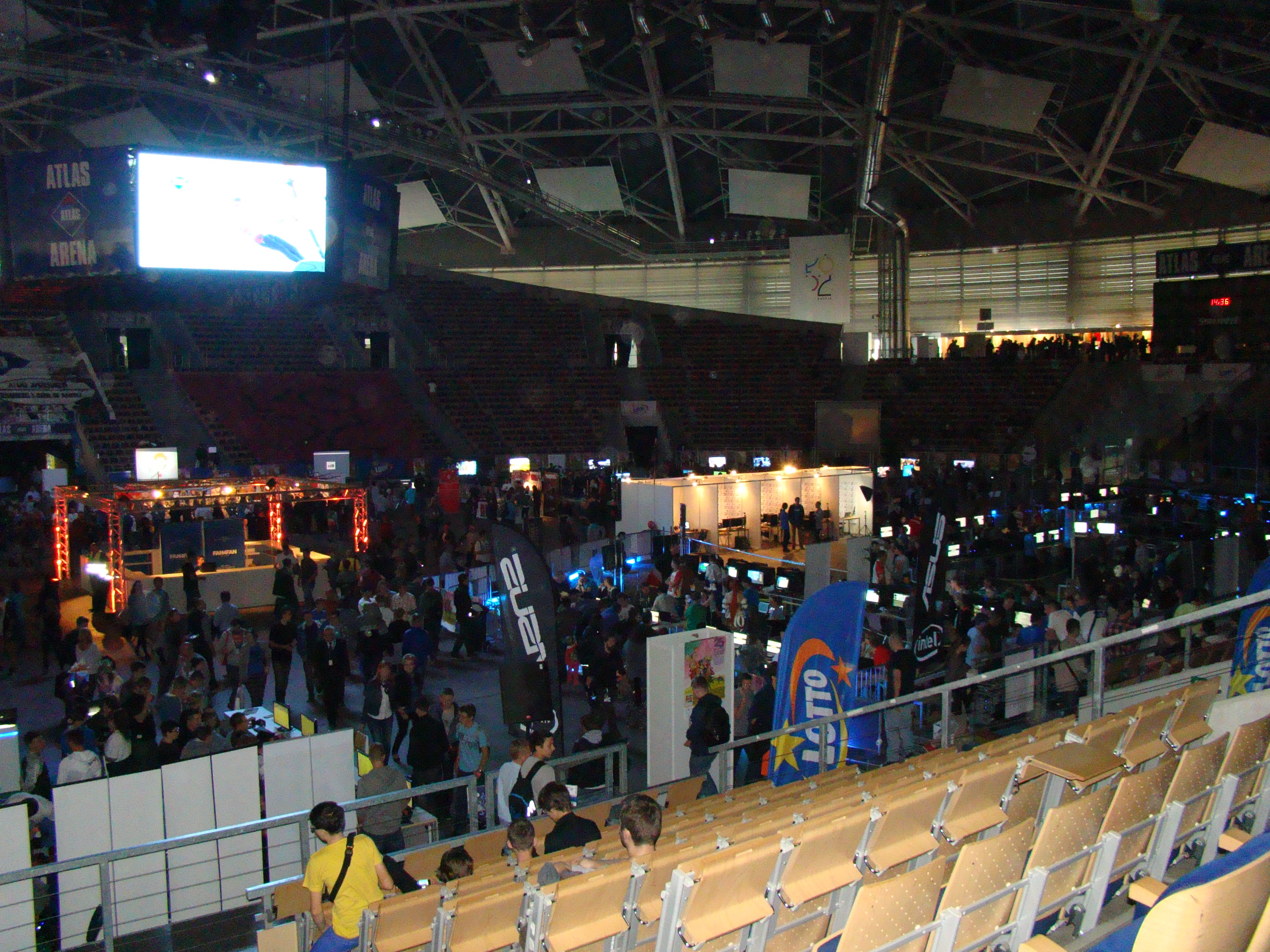
Liên hoan Truyện tranh và Trò chơi quốc tế ở Łódź lần thứ 25 (2014)

Liên hoan Truyện tranh và Trò chơi quốc tế ở Łódź (tiếng Ba Lan: Międzynarodowy Festiwal Komiksu i Gier, viết tắt: MFKiG) là một trong những liên hoan truyện tranh và trò chơi lớn nhất ở Trung Âu và Đông Âu, được tổ chức hàng năm ở Łódź, Ba Lan.
Liên hoan lần thứ nhất được tổ chức tại thành phố Kielce, Ba Lan vào năm 1991 (tất cả các lần còn lại tại Łódź).
Đúng với tên gọi, Liên hoan là một lễ hội đầy thú vị, không thể thiếu đối với hàng chục nghìn người có niềm đam mê, quan tâm hay đang làm công việc liên quan đến truyện tranh và trò chơi từ khắp Ba Lan và thế giới.

## Chương trình
Liên hoan thường bao gồm các chương trình:
- Các cuộc gặp gỡ với khách mời: những tác giả truyện tranh nổi tiếng đến từ Ba Lan và nước ngoài.
- Các buổi ra mắt truyện tranh mới cũng như các ấn bản lưu trữ.
- Khu trò chơi miễn phí: người tham có thể tận hưởng các thể loại máy chơi game, thiết bị VR với bảng điều khiển cổ điển, những bản hit trò chơi điện tử mới nhất trên thế giới cùng các trò chơi kinh điển nổi tiếng.
- Board game hay thẻ bài. Với hàng trăm trò chơi, các hướng dẫn viên sẽ sẵn lòng hướng dẫn các quy tắc chơi cho tựa game được chọn.
- Các sự kiện đi kèm gồm triển lãm, hội chợ sách và phim ảnh có liên quan đến truyện tranh (bộ sưu tập xếp hình, tiểu thuyết, truyện hài, truyện giả tưởng hay phim hoạt hình).
- Manga Corner: dành cho fan của truyện tranh Nhật Bản.
- Cosplay: cuộc thi trang phục đẹp nhất cho một nhân vật trong thế giới truyện tranh, manga, anime và game.

## Khách mời nổi tiếng
Liên hoan Truyện tranh và Trò chơi quốc tế ở Łódź thường là dịp gặp gỡ các họa sĩ sáng tác truyện tranh nổi tiếng đến từ Ba Lan và nước ngoài như:

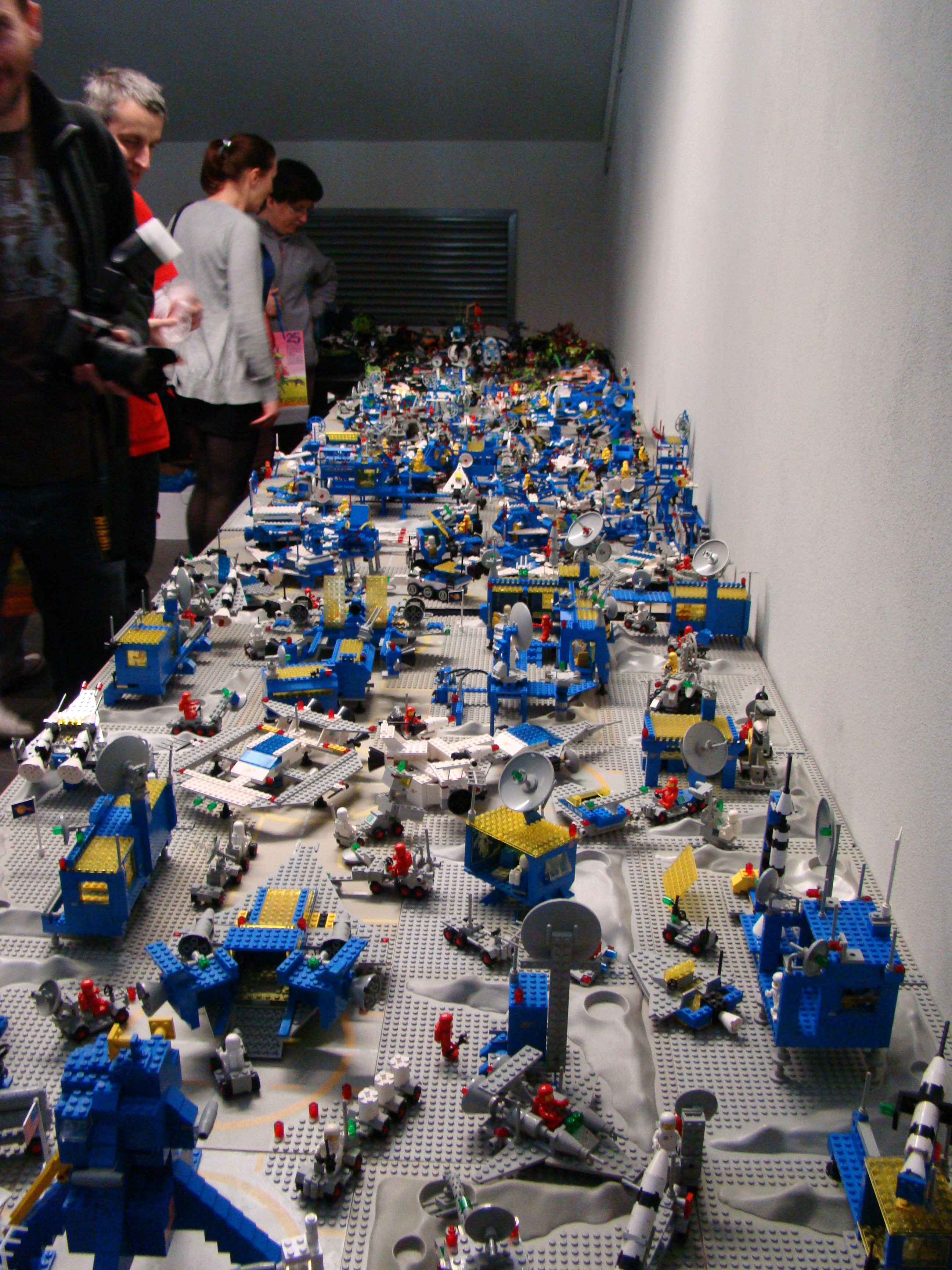
Triển lãm bộ sưu tập xếp hình tại Liên hoan Truyện tranh và Trò chơi quốc tế ở Łódź lần thứ 25 (2014)

- Grzegorz Rosiński
- Janusz Christa
- Henryk Jerzy Chmielewski
- Tadeusz Baranowski
- Bogusław Polch
- Zbigniew Kasprzak
- Szarlota Pawel
- Bohdan Butenko
- Karel Saudek
- Stan Sakai
- Marvano
- Pat Mills
- Clint Langley
- Milo Manara
- Jean Giraud
- Tanino Liberatore
- Simon Bisley
- Brian Azzarello
- Eduardo Risso
- Glenn Fabry
- Tony Sandoval
- Bernard Dumont
- Hervé Darmenton
- Jim Lee
- Howard Chaykin